# Церковь Епифания (Кирилло-Белозерский монастырь)
Церковь епископа Епифания Кипрского — бесстолпная церковь-придел, примыкающая с востока к другой церкви-приделу Успенского собора Кирилло-Белозерского монастыря — церкви равноапостольного великого князя Владимира, являясь его немного увеличенной копией. Храм сооружён над гробом князя Фёдора Телятевского-Микулинского, бывшего стольником и воеводой в Астрахани, со смертью которого пресёкся род Телятевских, последняя отрасль тверского княжеского дома. Епифаний Кипрский — его небесный покровитель, так как после пострижения в монахи князь взял имя Епифаний. Церковь строили местные каменщики во главе с Яковом Костоусовым. Интерьер храма дошёл до наших дней практически без изменений. Росписей в храме не было. Хорошо сохранился первоначальный иконостас (утрачены только две иконы в нижнем ряду по сторонам северной двери), практически без позднейших переделок. Церковь была одним из примеров для сооружения больничной церкви Евфимия Великого.

## Описание
Церковь епископа Епифания Кипрского — это небольшой бесстолпный храм с ступенчатой системой перекрытия свода, небольшим световым барабаном. До упрощения кровли были видны 3 ряда кокошников. Декор традиционен для монастыря. Если прообраз храма — церковь Владимира — уже отрицал нововведения в архитектуре, то церковь Епифания можно считать архаичной. Главное было соблюсти общую стилистику ансамбля, это характерно для больших монастырей XV—XVII веков. Главное внешнее отличие декора — небольшие полукруглые столбики в оформлении барабана, неплохо сохранившиеся к нашему времени. Однако повторять золочённый подзор и крытую лемехом главку Владимирской церкви не стали. Луковичная главка вполне типичная для Кирилло-Белозерского монастыря.

## Галерея
- Общий вид с Успенским собором и церковью Владимира
- Барабан церкви крупно, вид с юга
- В общем ансамбле